# Lola Garrido
Maria Dolores Garrido Armendariz (San Sebastián, Guipúzcoa 1949), conocida como Lola Garrido, es comisaria, asesora y crítica de arte española. Colecciona fotografía,  posee una de las colecciones privadas de fotografía más importantes de España.

## Biografía
Lola Garrido nació en San Sebastián donde realizó estudios universitarios en Geografía e Historia en la Universidad de Deusto. Más tarde complementó esta formación con estudios de arte en la Universidad del País Vasco.
Desarrolló su actividad laboral, primero, como Jefa de Prensa del Festival Internacional de Cine de San Sebastián. Asistió al Primer Festival Internacional de Videoarte en España organizado y dirigido por la artista Paloma Navares en el Círculo de Bellas Artes de Madrid en el año 1984,ciudad a la que se desplaza Garrido y donde fija su residencia. En esos años fue Asesora de Cultura del Gobierno de la Comunidad de Madrid. Desarrolló su carrera como asesora en arte a la vez que comenzó con su faceta de coleccionista de fotografías. Directora Artística entre 2001 y 2007 de la Fundación FotoColectania de Barcelona, donde en 2004 creó la revista de la fundación: Coleccionart.
Como asesora, se encargó de las nuevas adquisiciones de la Fundación Banesto, que derivó en una colección de más de 700 fotografías (entre las que destacan piezas de Andy Warhol, Henri Cartier-Bresson, André Kértesz, Cindy Sherman, Chema Madoz, María José Gómez Redondo, etc.) que terminará integrando los fondos fotográficos del Museo Reina Sofía de Madrid, por medio de una dación. Constituye así en España, la primera integración completa de una colección privada en fondos públicos.
Como crítica de arte ha trabajado para el suplemento cultural de El Mundo, para el diario El País donde dirigió la sección Fotomanía, participó en el programa A vivir que son dos días de la Cadena Ser en una tarea divulgativa sobre los mercados del arte y de las subastas. A su vez publica libros acerca del mundo del arte, de las subastas y el coleccionismo, entre ellos "Teoría particular sobre el Beso" o "Lo visible y lo latente".
Ha sido comisaria de exposiciones nacionales e internacionales, como: "España en los años 50" de Inge Morath"; "Obra selecta del Museo de Munich, 150 años de la fotografía mundial"; o como "Una pasión suiza: selección de la colección M+M Auer" en Barcelona, dedicada a uno de los mayores coleccionistas de arte del mundo, entre otras.

## Coleccionismo fotográfico
Su primera adquisición como coleccionista de arte es un grabado de Tàpies que compra a principios de los años 1980 en Colonia, aunque su importancia y relevancia viene de su especialización en la colección de fotografía contemporánea. En 1986 compró su primera obra titulada La cabeza de un hombre que se refleja en el agua, firmada por André Kertész. Comienza así su colección concebida como una autobiografía: "Toda colección, es una colección personal, más bien unipersonal.”
Como coleccionista posee más de 1000 piezas, con títulos que pertenecen al acervo visual de la historia del siglo XX e iconos culturales, como Muerte de un miliciano (1937) de Robert Capa, Madre migrante (1937) de Dorothea Lange, Marilyn Monroe de Bern Stern, además de contar con fotografías de Irving Penn, René Magritte, Alexander Rodchenko, Man Ray, Robert Mapplethorpe, Henri Cartier-Bresson, Diane Arbus, Madame Yevondé o Inge Morath, entre otros muchos. También posee colecciones completas como Women are Beautiful' de Garry Winogrand. Su relevancia como coleccionista, además de su propia obra, la miden anécdotas como el regalo que Cartier-Bresson le hizo de su obra La araña del amor firmada y dedicada tras el intento fallido de compra en una subasta en Sotheby’s.

## Women are Beautiful
La serie Women are Beautiful la integran 85 fotografías tomadas entre 1960 y 1975 por Garry Winogrand que junto con Lee Friedlander, representa el llamado “nuevo estilo americano”. Winogrand abrió nuevos caminos en la denominada Street Photography.
Estas fotografías fueron seleccionadas, entre las más de 15000 realizadas por Winogrand, por John Szarkowski, director del departamento de fotografía del MoMA. El libro que se publicó a modo de catálogo está considerado como una obra de coleccionismo. Esta serie íntegra forma parte de la colección de Lola Garrido
En estas fotografías se retratan a mujeres de Nueva York, Los Ángeles o San Francisco de las décadas de los 60 y 70 que representan una época de transformación social y ruptura de estereotipos femeninos. Retrata a mujeres en las calles, que luchan por sus derechos, pasean juntas, se ríen, fuman y acuden, por ejemplo, a la primera manifestación a favor del aborto. Sus retratos de mujeres se alzan como una alegoría a la emancipación de la mujer y a su nuevo rol en la sociedad.
Joel Meyerowitz, fotógrafo estadounidense dijo de Winogrand, "[sus] fotografías son tanto un golpe como un abrazo. Es una contradicción, porque las fotografías son contradicciones". Su obra fue controvertida, como él mismo. La colección recibió críticas, tanto del movimiento feminista por el propio título, ya que ponía el acento en el aspecto de las mujeres y no en su nuevo rol social, y por el voyerismo que denotan. El propio Winogrand dijo una vez que podría haberse subtitulado "Las observaciones de un cerdo macho chovinista".